# Stefan Goschenhofer
Stefan Goschenhofer (* 19. August 1974 in Augsburg) ist ein deutscher Basketballtrainer.

## Laufbahn
Goschenhofer war Basketballspieler bei der BG Leitershofen/Stadtbergen, bei der TSG Stadtbergen sowie kurzzeitig beim TSV Haunstetten.
Er übernahm im März 2006 das Traineramt bei der Herren-Mannschaft der BG Leitershofen/Stadtbergen. In der Saison 2006/07 führte er die Mannschaft zum Aufstieg in die 1. Regionalliga, aus privaten Gründen gab er das Amt am Jahresende 2007 an Christian Ohler ab und übernahm dessen bisherigen Posten als Trainer der zweiten Herrenmannschaft. Im Vorfeld der Saison 2008/09 wurde Goschenhofer wieder Trainer der Mannschaft in der 1. Regionalliga und läutete eine äußerst erfolgreiche Zeit ein. Er verpflichtete den US-Amerikaner Devin Uskoski, der zum Schlüsselspieler der Mannschaft wurde, die Goschenhofer 2010 zum Aufstieg in die 2. Bundesliga ProB und ein Jahr später zum Aufstieg in die 2. Bundesliga ProA führte. Leitershofen/Stadtbergen blieb allerdings nur eine Saison in der zweithöchsten deutschen Spielklasse, Goschenhofer vermochte die Mannschaft als Liganeuling nicht zum Klassenerhalt zu führen, blieb aber nach dem Abstieg aus der 2. Bundesliga ProA im Frühjahr 2012 im Amt. Im Dezember 2013 trat Goschenhofer als Trainer Leitershofen/Stadtbergens zurück. Sein Akku sei leer, gab er gegenüber der Augsburger Allgemeinen als Begründung an.
Goschenhofer blieb dem Verein treu und leitete die Jugendarbeit. Im Januar 2017 übernahm er zum dritten Mal das Traineramt bei der mittlerweile in die Regionalliga abgestiegenen und dort um den Klassenerhalt kämpfenden BG Leitershofen/Stadtbergen. Nach dem Ende der Saison 2016/17, in der er die Mannschaft zum Klassenverbleib geführt hatte, gab er das Traineramt absprachegemäß wieder ab. Ian Chadwick wurde sein Nachfolger, während der beruflich als Lehrer tätige Goschenhofer zusätzlich zu seinen Aufgaben in der Jugendarbeit auch den Posten des Sportlichen Leiters der Leitershofen/Stadtbergener Herrenmannschaft antrat.